# Taça da Liga
Die Taça da Liga (deutsch: Ligapokal), offiziell Allianz Cup, ist ein Wettbewerb der portugiesischen Liga für professionellen Fußball, der erstmals in der Saison 2007/08 ausgetragen wurde. Vorgeschlagen wurde der Wettbewerb durch Sporting Lissabon und Boavista Porto im Jahre 2006.
Bei einem Zusammentreffen aller professionellen portugiesischen Fußballklubs am 28. November 2006 in Porto einigte man sich auf das Format, nach welchem alle 32 Klubs der Primeira Liga und Segunda Liga teilnahmeberechtigt sind. Der erste Sieger war Vitória Setúbal in der Saison 2007/08. Aktueller Titelträger (2024/25) ist Benfica Lissabon. Der Rekordsieger mit acht Titelgewinnen ist ebenfalls Benfica Lissabon.

## Modus
Seit der Saison 2024/25 wird ein neuer Modus im Taça da Liga angewandt, der bereits in der Saison 2020/21 – bedingt durch die COVID-19-Pandemie – erprobt wurde. Am Wettbewerb nehmen die sechs bestplatzierten Vereine der vergangenen Spielzeit der Primeira Liga und die beiden Aufsteiger aus der Segunda Liga teil. Steigt ein dritter Verein über die Relegationsspiele auf, ersetzt dieser den Sechstplatzierten der Primeira Liga.
Das Turnier wird in einem klassischen K.-o.-System ausgespielt. Geht eine Partie nach 90 Minuten unentschieden aus, wird der Sieger sofort im Elfmeterschießen ermittelt; eine Verlängerung gibt es daher nicht. Damit besteht das Turnier aus vier Viertelfinali, zwei Halbfinali und dem Finale. Der Austragungsort ist in der Regel nicht immer der gleiche, war seit 2021 aber stets das Estádio Dr. Magalhães Pessoa in Leiria.
Der Sieger erhält als Belohnung den Vereinstitel und eine festgelegte Siegesprämie. Über den Taça da Liga kann man sich – im Gegensatz zu anderen Ländern wie beispielsweise England – daher nicht für einen UEFA-Wettbewerb qualifizieren. Die Turnierdauer umfasst in der Regel rund drei Monate (Oktober bis Januar des Folgejahres).
Bis 2023/24 wurde ein anderer Modus angewandt. Dabei umfasste der Wettbewerb noch alle 16 Teilnehmer an der Primeira Liga und alle 16 Teilnehmer der Segunda Liga. Der Wettbewerb dauerte daher auch wesentlich länger; meist sechs Monate von Juli bis Januar des Folgejahres.

## Die Endspiele im Überblick
| Jahr    | Datum           | Austragungsort                       | Sieger            | Ergebnis       | Finalist             |
| ------- | --------------- | ------------------------------------ | ----------------- | -------------- | -------------------- |
| 2007/08 | 22. März 2008   | Estádio Algarve, Faro                | Vitória Setúbal   | 0:0, 3:2 i. E. | Sporting Lissabon    |
| 2008/09 | 21. März 2009   | Estádio Algarve, Faro                | Benfica Lissabon  | 1:1, 3:2 i. E. | Sporting Lissabon    |
| 2009/10 | 21. März 2010   | Estádio Algarve, Faro                | Benfica Lissabon  | 3:0            | FC Porto             |
| 2010/11 | 23. April 2011  | Estádio Cidade de Coimbra, Coimbra   | Benfica Lissabon  | 2:1            | FC Paços de Ferreira |
| 2011/12 | 14. April 2012  | Estádio Cidade de Coimbra, Coimbra   | Benfica Lissabon  | 2:1            | Gil Vicente FC       |
| 2012/13 | 13. April 2013  | Estádio Cidade de Coimbra, Coimbra   | Sporting Braga    | 1:0            | FC Porto             |
| 2013/14 | 7. Mai 2014     | Estádio Dr. Magalhães Pessoa, Leiria | Benfica Lissabon  | 2:0            | Rio Ave FC           |
| 2014/15 | 29. Mai 2015    | Estádio Cidade de Coimbra, Coimbra   | Benfica Lissabon  | 2:1            | Marítimo Funchal     |
| 2015/16 | 20. Mai 2016    | Estádio Cidade de Coimbra, Coimbra   | Benfica Lissabon  | 6:2            | Marítimo Funchal     |
| 2016/17 | 29. Januar 2017 | Estádio Algarve, Faro / Loulé        | Moreirense FC     | 1:0            | Sporting Braga       |
| 2017/18 | 27. Januar 2018 | Estádio Municipal de Braga, Braga    | Sporting Lissabon | 1:1, 5:4 i. E. | Vitória Setúbal      |
| 2018/19 | 26. Januar 2019 | Estádio Municipal de Braga, Braga    | Sporting Lissabon | 1:1, 3:1 i. E. | FC Porto             |
| 2019/20 | 25. Januar 2020 | Estádio Municipal de Braga, Braga    | Sporting Braga    | 1:0            | FC Porto             |
| 2020/21 | 23. Januar 2021 | Estádio Dr. Magalhães Pessoa, Leiria | Sporting Lissabon | 1:0            | Sporting Braga       |
| 2021/22 | 29. Januar 2022 | Estádio Dr. Magalhães Pessoa, Leiria | Sporting Lissabon | 2:1            | Benfica Lissabon     |
| 2022/23 | 28. Januar 2023 | Estádio Dr. Magalhães Pessoa, Leiria | FC Porto          | 2:0            | Sporting Lissabon    |
| 2023/24 | 27. Januar 2024 | Estádio Dr. Magalhães Pessoa, Leiria | Sporting Braga    | 1:1, 5:4 i. E. | GD Estoril Praia     |
| 2024/25 | 11. Januar 2025 | Estádio Dr. Magalhães Pessoa, Leiria | Benfica Lissabon  | 1:1, 7:6 i. E. | Sporting Lissabon    |

### Rangliste der Sieger
| Rang | Verein            | Siege | Jahr(e)                                        |
| ---- | ----------------- | ----- | ---------------------------------------------- |
| 1    | Benfica Lissabon  | 8     | 2009, 2010, 2011, 2012, 2014, 2015, 2016, 2025 |
| 2    | Sporting Lissabon | 4     | 2018, 2019, 2021, 2022                         |
| 3    | Sporting Braga    | 3     | 2013, 2020, 2024                               |
| 4    | Vitória Setúbal   | 1     | 2008                                           |
| 4    | Moreirense FC     | 1     | 2017                                           |
| 4    | FC Porto          | 1     | 2023                                           |